# Daniel Herrero
Pour les articles homonymes, voir Herrero.
Pas d'image ? Cliquez ici

a Compétitions nationales et continentales officielles uniquement.

Dernière mise à jour le 9 juillet 2015.
Daniel Herrero, né le 19 juin 1948 à Puisserguier (Hérault), est un joueur de rugby à XV français qui évoluait au poste de troisième ligne centre (1,88 m pour 85 kg) et qui est devenu entraîneur. Il fait partie d'une grande famille de joueurs de rugby à XV comprenant André ou encore Bernard Herrero. Il est également le beau-frère de Christian Cauvy. Tous jouèrent en équipe première du Rugby club toulonnais. Daniel Herrero est également l'auteur d'ouvrages sur le rugby.

## Biographie
Daniel Herrero est un petit-fils d'immigrés espagnols. Sa mère est née Yvonne Turruella. Son père, Émile, est ouvrier agricole et pilier de rugby à Puisserguier, dans l'Hérault. Durant l'été, il se fait pêcheur à Valras-Plage, à 30 km de là. C'est à Puisserguier que Daniel naît, le 19 juin 1948. Les conditions de vie n'étant pas faciles dans l'agriculture de l'Hérault, Émile choisit de s'exiler dans le Var, à La Seyne-sur-Mer, dont le club de rugby, l'Union sportive seynoise, cherche à se renforcer. Il arrive là-bas en juin 1949, signe à l'USS, trouve un emploi aux chantiers navals, un appartement à Toulon, et, en septembre, fait venir sa famille. Daniel est âgé d'un an. Les Herrero auront en tout deux filles, Jacqueline et Claudine ; et quatre fils, André dit « le Grand », Francis, Daniel et Bernard dit « le Tigre ». Tous quatre vont être joueurs de rugby.
Daniel, dès l'enfance, est formé au Rugby club toulonnais. En 1966, il est capitaine de l'équipe de France junior. Cette année-là, il débute dans l'équipe première du RC Toulon. Il joue troisième ligne centre. Il poursuit des études qui vont le mener au CAPES d'éducation physique et sportive. Dans la fièvre des événements de mai 68, il se laisse aller à caillasser un véhicule des forces de l'ordre. Les dirigeants du RCT, furieux, le privent de la finale du championnat de France, contre Lourdes. La sanction provoque un déclic. Daniel découvre ce qui va être une des grandes passions de sa vie : il commence à voyager.
En 1970, il est vainqueur avec le RC Toulon du challenge Yves du Manoir. Le 16 mai 1971, il est finaliste du championnat de France. Toulon perd contre Béziers. Après cette défaite, en conflit avec leurs dirigeants, dix joueurs titulaires du RCT, dont André et Daniel Herrero, quittent le club. Ils signent au Racing Rugby Club de Nice. Daniel y reste jusqu'en 1976. De 1976 à 1987, il enseigne à l'université de Nice.
En 1983, il revient au RC Toulon en tant qu'entraîneur. En 1987, il conduit le club à un deuxième titre de champion de France, 56 ans après le premier titre. Il le conduit deux fois en finale, en 1985 et en 1989. Il quitte le RC Toulon en 1991.
De 1988 à 1994, il est professeur et coordinateur pédagogique à Toulon, au lycée expérimental de La Grande Tourrache, qu'il a contribué à fonder. À partir de 1989, il est chroniqueur au Journal du dimanche. En 1992, il devient consultant pour les matchs de rugby à Sud Radio.
De 1992 à 1997, il est entraîneur et manager du PUC. Entre 1996 et 1998, il dirige un séminaire à l'École normale supérieure de la rue d'Ulm, et intervient à l’ESSEC et à Sciences Po Paris. Aux élections municipales de 1995, la ville de Toulon est conquise par l'extrême droite. Consterné, Daniel Herrero publie en 1997 Petites Histoires racontées à un jeune du Front national.
Auteur d'une dizaine de livres, il est conférencier, coach et conseil en entreprise. Il est par ailleurs vice-président des « Amis de L'Humanité » et ambassadeur de la Fédération internationale des ligues des droits de l'homme.

## Vie privée
Marié, père de deux enfants, la scénariste Fanny Herrero et le journaliste Manuel Herrero, il est le beau-frère de Christian Cauvy, demi d'ouverture de Nice et de Toulon.

## Personnage
L'entraîneur Daniel Herrero est vénéré par certains de ses anciens joueurs, qui se sentaient transcendés, qui avaient l'impression de « vivre dans l'exceptionnel ». D'autres ont le souvenir d'un maître trop exigeant, « usant »,.
Ayant pratiqué un sport rude en tant qu'avant d'une équipe réputée rude, il se donne ensuite une image affable. Ses longs cheveux blancs ceints d'un bandana rouge « de prophète idéaliste », sa barbe blanche, « son charisme de chaman, sa tchatche de camelot, sa verve rustique et ciselée » lui valent la faveur des médias et des séminaires de motivation. « Spécialiste de l’envolée lyrique, de la pédagogie imagée, de l’allégorie philosophique, de la sociologie poétique », il « prêche le rugby comme un théologien la religion ».
Ce personnage médiatique haut en couleur peut enthousiasmer ou exaspérer. Certains se montrent dubitatifs : sa chère ville de jadis, « à l'âme forte, orgueilleuse » serait « un Toulon fantasmatique de vaillance et de bravoure », un Toulon « des illusions rugby, celui du “on est tous frères pourvu qu'on tape ensemble dans un ballon” ». Certains voient Daniel Herrero « enfermé dans son personnage », finissant « confit en pittoresque ». D'autres avancent que « cette image de chaman, de gourou, il est trop réaliste pour y croire vraiment. »

## Carrière de joueur
- 1966-1971 : Rugby club toulonnais
- 1971-1976 : Racing Rugby Club de Nice

## Carrière d'entraîneur
- 1983-1991 : Rugby club toulonnais[9]
- 1992-1997 : Paris université club[9]

Entre 1995 et 1998, alors qu’il est professeur invité à l'École Normale Supérieure de la rue d'Ulm, il est co-entraîneur des équipes de rugby de cette école.

## Palmarès de joueur

### En club
- Championnat de France de première division : 
  - Vice-champion (1) : 1971[6]
- Challenge Yves du Manoir :
  - Vainqueur (1) : 1970[5]

### En équipe nationale
Capitaine de l'équipe de France junior

### Palmarès d'entraîneur
- Championnat de France de première division : 
  - Champion (1) : 1987[7]
  - Vice-champion (2) : 1985 et 1989[7]

## Filmographie
Il a fait deux apparitions au cinéma puis à la télévision :
- 2001 : Bella ciao de Stéphane Giusti : le grand-père
- 2012 : Fais pas ci, fais pas ça (saison 5, épisode 7 : On ne badine pas avec l'amour) de Laurent Dussaux : lui-même

## Publications
- 1990 : Passion ovale, Le Rocher, coll. « Danielle Pampuzac », 217 p.  (ISBN 2-268-00903-3).
- 1992 : L'Ami indien, Le Rocher.
- 1995 : L'oeuf de cuir et le petit arbre, illustrations de Jean-Pierre Le Boul'ch, Area, Alin Avila Editeur, Paris
- 1995 : Rugby : des bonheurs à vivre, Le Rocher.
- 1997 : Petites Histoires racontées à un jeune du Front national, Le Rocher.
- 1999 : Torovalie, Cairn.
- 1999 : L'Esprit du jeu : l'âme des peuples, La Table ronde, 292 p.  (ISBN 2-7103-0918-1) ; rééd. 2001, coll. « La petite vermillon », 270 p.  (ISBN 2-7103-2420-2) ; 2007, coll. « Les classiques du rugby », 260 p.  (ISBN 978-2-7103-2962-6).
- 2003 : Dictionnaire amoureux du rugby (ill. Roger Blachon), Plon, coll. « Dictionnaire amoureux », 517 p.  (ISBN 2-259-19877-5) ; éd. revue, corrigée et augmentée, 2007, 573 p.  (ISBN 978-2-259-20651-8) ; éd. illustrée et abrégée, Plon et Flammarion, 2015, 247 p.  (ISBN 978-2-081-36050-1) ; Dictionnaire amoureux de l'Ovalie, 2019, 489 p.  (ISBN 978-2-259-27858-4)
- 2003 : Partir : éloge de la bougeotte, La Table ronde, coll. « Vermillon », 222 p.  (ISBN 2-7103-2516-0).
- 2005 : Le sport dans le sang (avec Tignous), E. Floré
- 2006 : Perds pas le sud, Plon.
- 2017 : Mes Méditerranées (avec José Lenzini), Éditions de l'Aube
- 2022: L'attrape rêves , Équateurs, octobre 2022, 171p.  (ISBN 978-2-3828-4436-6)